# Hessville (Ohio)
Hessville é um lugar designado pelo censo localizado no condado de Sandusky no estado estadounidense de Ohio. No Censo de 2010 tinha uma população de 214 habitantes e uma densidade populacional de 118,21 pessoas por km².

## Geografia
Hessville encontra-se localizado nas coordenadas 41° 24′ 11″ N, 83° 14′ 35″ O. Segundo a Departamento do Censo dos Estados Unidos, Hessville tem uma superfície total de 1.81 km², da qual 1.81 km² correspondem a terra firme e (0%) 0 km² é água.

## Demografia
Segundo o censo de 2010, tinha 214 pessoas residindo em Hessville. A densidade populacional era de 118,21 hab./km². Dos 214 habitantes, Hessville estava composto pelo 89.25% brancos, o 0% eram afroamericanos, o 0% eram amerindios, o 0% eram asiáticos, o 0% eram insulares do Pacífico, o 6.54% eram de outras raças e o 4.21% pertenciam a duas ou mais raças. Do total da população o 25.7% eram hispanos ou latinos de qualquer raça.